# Oblivion (film)
Pour les articles homonymes, voir Oblivion.
Pour plus de détails, voir Fiche technique et Distribution.
Oblivion, ou L'Oubli au Québec, est un film de science-fiction post-apocalyptique américain écrit, produit et réalisé par Joseph Kosinski, et sorti en 2013. Le scénario est inspiré du comics du même nom.

## Synopsis
En 2077, soixante ans après une guerre contre des extraterrestres qui ont fait exploser la Lune et ont dévasté la Terre, l'humanité s'est déplacée vers Titan, une des lunes de Saturne, via une station spatiale géante appelée « le Tet » (pour tétraèdre, forme de la station). De gigantesques plateformes d'énergie hydraulique pompent l'eau des océans de la Terre pour alimenter les colonies de Titan.
Guidé par Sally (Melissa Leo), du centre de contrôle des missions, et par son amante et officier de transmissions Victoria « Vika » Olsen (Andrea Riseborough), Jack Harper dit « Tech 49 » (Tom Cruise) quitte quotidiennement la tour où il vit pour réparer les drones qui protègent le territoire et les plate-formes hydrauliques contre des aliens survivants de la guerre, les « chacals ». Bien que sa mémoire ait été effacée, Jack fait encore des rêves récurrents où lui et une belle inconnue se tiennent en haut de l'Empire State Building, avant la guerre. Lors de ses patrouilles, Jack collecte occasionnellement des objets datant d'avant la guerre, derniers vestiges de l'Humanité. Vika est préoccupée par la curiosité de Jack, se demandant s'ils forment toujours « une bonne équipe », et l'encourage à juste faire son travail afin qu'ils puissent bientôt rejoindre les autres sur Titan.
Après que les chacals ont détruit une des plateformes, Jack découvre qu'ils ont utilisé l'antenne de l'Empire State Building pour transmettre des coordonnées en direction de l'espace. Alors qu'il se repose dans sa petite maison secrète au bord d'un lac, Jack est témoin de l'écrasement d'un vaisseau spatial d'avant-guerre, L'Odyssey. Pendant qu'il visite les lieux du crash, Jack découvre que le vaisseau ne contient pas des extraterrestres, mais des humains, tous dans des caissons de sommeil. Parmi eux se trouve la femme de ses rêves. Jack protège son caisson contre un drone qui détruit tous les autres, et, revenu dans sa tour, réveille cette astronaute, Julia Rusakova (Olga Kurylenko), qui rend Vika instinctivement jalouse. Le lendemain, Jack et Julia retournent récupérer l'enregistreur de vol du vaisseau, mais sont capturés par les chacals. Ils sont emmenés à leur quartier général, un bunker sous la montagne. C'est alors que ces chacals se révèlent être des survivants humains.
Leur chef, Malcolm Beech (Morgan Freeman), veut que Jack reprogramme un drone capturé pour transporter des piles à combustible nucléaire sur le Tet afin de le faire exploser ; il a senti que Jack était différent à cause de son passe-temps : collecter des reliques de l'Humanité. Jack refuse, mais Beech les libère et les encourage à chercher la vérité au-delà des limites de la zone de radiations interdite. Alors qu'ils retournent sur l'Empire State Building, Julia révèle à Jack qu'elle est sa femme. Jack se souvient alors que c'est à cet endroit même qu'il l'a demandée en mariage. Julia lui apprend qu'elle devait partir en mission sur Titan quand elle et son équipage ont été détournés pour enquêter sur une présence extraterrestre détectée dans l'espace : le Tet.
Quand les deux reviennent à la tour de Jack, Vika, aveuglée par la jalousie, leur refuse l'entrée et fait son rapport à Sally, en disant qu'ils ne forment plus une bonne équipe. Sally active alors secrètement un drone qui tue Vika et s'apprête à tuer Jack avant que Julia ne le détruise. Jack et Julia s'échappent dans le vaisseau de Jack, mais ils sont abattus par d'autres drones qui les poursuivent. Les deux atterrissent dans la zone de radiations, qui s'avère ne pas être radioactive du tout. Jack découvre alors un autre vaisseau avec un technicien en train de réparer un drone abattu et constate, avec étonnement, qu'il s'agit d'un clone de lui-même nommé « Tech-52 », qui est d'ailleurs troublé de voir Julia. Jack affronte son clone et le neutralise, mais Julia est accidentellement blessée par une balle. Après avoir volé jusqu'à la tour de Tech-52 pour aller chercher du matériel médical et découvert un clone de Vika, Jack revient soigner Julia et l'emmène à la maison du lac.
Dans le bunker des chacals, Beech révèle à Jack et Julia que le Tet est la force extraterrestre hostile : c'est lui qui a détruit la Lune et dévasté la Terre, puis a envahi la planète avec des milliers de clones de Jack pour éliminer la race humaine, utilisant les ressources naturelles de la Terre pour son propre fonctionnement. Pendant que Jack répare le drone capturé, la base est attaquée par trois drones. Tous sont détruits, mais Beech est gravement blessé et leur drone est définitivement hors-service. Jack accepte alors de livrer Julia à Sally dans son caisson de sommeil. En route vers le Tet, Jack écoute l'enregistreur de vol de l'Odyssey et apprend qu'il était le commandant de la mission, Vika était son copilote, et Sally travaillait au contrôle des missions sur Terre. Quand le Tet a commencé à attirer irrésistiblement leur vaisseau vers lui, Jack a éjecté le module contenant les membres de l'équipage (y compris Julia), laissant Vika et lui-même être capturés.
De retour au présent, Jack entre dans le Tet, dans une immense salle pleine de capsules de clones de lui et Vika. Jack présente au Tet le caisson de sommeil de Julia, mais c'est Beech qui en sort, avec la bombe qu'ils font exploser. L'explosion les tue mais pulvérise le Tet et désactive les drones sur Terre. Julia se réveille à la maison du lac et assiste à l'explosion. Trois ans plus tard, elle et sa fille rencontrent les membres de la résistance humaine, dont fait partie Jack « Tech-52 », qui a retrouvé la mémoire.

## Fiche technique
- Titre original : Oblivion
- Titre québécois : L'Oubli
- Réalisation : Joseph Kosinski
- Scénario : Joseph Kosinski, William Monahan, Karl Gajdusek et Michael Arndt, d'après le roman graphique du même nom de Joseph Kosinski et Arvid Nelson
- Musique : Anthony Gonzalez (de M83) et Joseph Trapanese[2]
- Direction artistique : Joseph Bahran, James Clyne et Kevin Ishioka
- Décors : Darren Gilford
- Costumes : Marlene Stewart
- Photographie : Claudio Miranda
- Montage : Richard Francis-Bruce
- Production : Peter Chernin, Dylan Clark, Duncan Henderson, Joseph Kosinski et Barry Levine
- Sociétés de production : Chernin Entertainment et Radical Pictures
- Société de distribution : Universal Pictures (États-Unis)
- Budget : 120 millions de dollars[3]
- Pays de production :  États-Unis
- Langue originale : anglais
- Format : couleur Deluxe − 2.39 : 1 − SDDS, Datasat, Dolby Digital − 35 mm
- Genre : Science-fiction, action et romance
- Durée : 124 minutes
- Dates de sortie :
  - Belgique, France : 10 avril 2013
  - États-Unis : 12 avril 2013

## Distribution

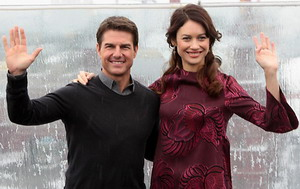
En avril 2013, Tom Cruise et Olga Kurylenko en tournée promotionnelle.

- Tom Cruise (VF : Jean-Philippe Puymartin ; VQ : Gilbert Lachance) : Commandant Jack Harper / Tech-49 / Tech-52
- Olga Kurylenko (VF : Elle-même ; VQ : Pascale Montreuil) : Julia Harper née Rusakova
- Andrea Riseborough (VF : Armelle Gallaud ; VQ : Mélanie Laberge) : Victoria « Vika » Olsen
- Morgan Freeman (VF : Benoît Allemane ; VQ : Guy Nadon) : Malcolm Beech, le chef des chacals
- Nikolaj Coster-Waldau (VF : Jérémie Covillault ; VQ : Claude Gagnon) : le sergent Sykes
- Melissa Leo (VF : Sylvia Bergé ; VQ : Chantal Baril) : « Sally »
- Zoë Bell : Kara
- Neil Hopkins : Ethan
- Abigail Lowe (VF : Pénélope Couvreur) : la fille de Julia et Jack

Source et légende : version française (VF) sur AlloDoublage et Voxofilm ; version québécoise (VQ) sur Doublage.qc.ca

## Production

### Tournage
Les scènes du film ont été tournées avec la nouvelle caméra Sony CineAlta F65 en extérieur à travers les États-Unis et en Islande. À partir de mi-mars 2012, l'équipe a tourné six semaines en Louisiane : un mois dans la capitale Baton Rouge et environ deux semaines à La Nouvelle-Orléans.
Selon le réalisateur, l'ensemble du montage avait à l'origine une durée de plus de trois heures mais, finalement, le film ne dure plus que deux heures.

## Musique
Sauf indication contraire ou complémentaire, les informations mentionnées dans cette section proviennent du générique de fin de l'œuvre audiovisuelle présentée ici.
- A Whiter Shade of Pale par Procol Harum de 1967.
- Ramble On par Led Zeppelin de 1969.

### Bande originale
Musiques non mentionnées dans le générique
 Sauf indication contraire, les informations mentionnées dans cette section peuvent être confirmées par la base de données cinématographiques IMDb,  présente dans la section « Liens externes ».
Liste des titres de l'album
1. Jack's Dream
2. Waking Up
3. Tech 49
4. StarWaves
5. Odyssey Rescue
6. Earth 2077
7. Losing Control
8. Canyon Battle
9. Radiation Zone
10. You Cant Save Her
11. Raven Rock
12. I'm Sending You Away
13. Ashes Of Our Fathers
14. Temples Of Our Gods
15. Fearful Odds
16. Undimmed By Time Unbound By Death
17. Oblivion (featuring Susanne Sundfør)

Le réalisateur a choisi Anthony Gonzalez, le leader du groupe électro français M83 pour diriger la musique de film. Il dévoile, en mars 2013, le premier morceau de la bande originale intitulé StarWaves, qui sortira avant le film. Joseph Trapanese compose également quelques thèmes pour le film.

## Accueil

### Accueil critique
Sur l'agrégateur américain Rotten Tomatoes, le film récolte 53 % d'opinions favorables pour 251 critiques. Sur Metacritic, il obtient une note moyenne de 54⁄100 pour 41 critiques.
Dans Les Inrockuptibles, Romain Blondeau voit dans le film « une intrigante fable de SF sentimentale » et « une fable de science-fiction éthérée ».

### Box-office
| Pays ou région | Box-office        | Date d'arrêt du box-office | Nombre de semaines |
| -------------- | ----------------- | -------------------------- | ------------------ |
| États-Unis     | 89 107 235 $,     | 25 juin 2013               | 10                 |
| France         | 1 331 599 entrées | 28 mai 2013                | 7                  |
| Monde          | 286 168 572 $     | 28 juillet 2013            | -                  |

## Analyse
- Oblivion peut être interprété comme une inspiration et un hommage au roman Le Meilleur des mondes d'Aldous Huxley sans en être une copie conforme, reprenant les thèmes de base dont l'ectogenèse, le conditionnement opérant, la boîte de Skinner et le clonage humain.
- Le scénario rappelle celui du film Moon écrit et réalisé par Duncan Jones et sorti en 2009.
- Selon Kosinsky, Oblivion est un hommage aux films de science-fiction des années 1970[15].